# Armadillidium silvestrii
Armadillidium silvestrii är en kräftdjursart som beskrevs av Karl Wilhelm Verhoeff 1931. Armadillidium silvestrii ingår i släktet Armadillidium och familjen klotgråsuggor. Inga underarter finns listade i Catalogue of Life.